# Élections législatives de 2024 en Haute-Savoie
Les élections législatives françaises de 2024 en Haute-Savoie se déroulent les 30 juin et 7 juillet 2024. Dans le département, six députés sont à élire dans le cadre de six circonscriptions, à la suite de la dissolution de l'Assemblée nationale par Emmanuel Macron.
Le choix de cette dissolution est pris après la défaite de la liste Renaissance aux élections européennes qui ont eu lieu le 9 juin 2024.

## Contexte
| Circonscription | RN      | ENS     | PS - PP | LFI     | LR     |
| --------------- | ------- | ------- | ------- | ------- | ------ |
| Circonscription |         |         |         |         |        |
| 1re             | 27,3 %  | 18,58 % | 14,56 % | 5,97 %  | 9,08 % |
| 2e              | 25,72 % | 17,58 % | 15,17 % | 7,44 %  | 8,89 % |
| 3e              | 34,03 % | 14,14 % | 12,39 % | 7 %     | 7,35 % |
| 4e              | 28,14 % | 16,02 % | 11,82 % | 11,17 % | 7,84 % |
| 5e              | 30,3 %  | 16,81 % | 12,69 % | 6,72 %  | 7,78 % |
| 6e              | 32,02 % | 16,14 % | 11,98 % | 4,17 %  | 8,09 % |

## Système électoral
Les élections législatives ont lieu au scrutin uninominal majoritaire à deux tours dans des circonscriptions uninominales.
Est élu au premier tour le candidat qui réunit la majorité absolue des suffrages exprimés et un nombre de voix au moins égal au quart des électeurs inscrits dans la circonscription, soit 25 %. Si aucun des candidats ne satisfait ces conditions, un second tour est organisé entre les candidats ayant réuni un nombre de voix au moins égal à un huitième des inscrits, soit 12,5 %. Les deux candidats arrivés en tête du 1er tour se maintiennent néanmoins par défaut si un seul ou aucun d'entre eux n'a atteint ce seuil. Au second tour, le candidat arrivé en tête est déclaré élu,.
Le seuil de qualification basé sur un pourcentage du total des inscrits et non des suffrages exprimés rend plus difficile l'accès au second tour lorsque l'abstention est élevée. Le système permet en revanche l'accès au second tour de plus de deux candidats si plusieurs d'entre eux franchissent le seuil de 12,5 % des inscrits. Les candidats en lice au second tour peuvent ainsi être trois, un cas de figure appelé « triangulaire ». Les second tours où s'affrontent quatre candidats, appelés « quadrangulaire » sont également possibles, mais beaucoup plus rares,.

### Partis et nuances
Les résultats des élections sont publiés en France par le ministère de l'Intérieur, qui classe les partis en leur attribuant des nuances politiques. Ces dernières sont décidées par les préfets, qui les attribuent indifféremment de l'étiquette politique déclarée par les candidats, qui peut être celle d'un parti ou une candidature sans étiquette.
Seuls le Parti communiste français (COM), La France insoumise (FI), le Parti socialiste (SOC), le Parti radical de gauche (RDG), Les Écologistes (VEC), Renaissance (RE), le Mouvement démocrate (MDM), Horizons (HOR), l'Union des démocrates et indépendants (UDI), Les Républicains (LR), le Rassemblement national (RN) et Reconquête (REC) se voient attribuer en 2024 des nuances propres. Les coalitions Ensemble et Nouveau front populaire, ainsi que les candidats de l'alliance LR-Ciotti-RN, en bénéficient également indirectement, les nuances Ensemble ! (Majorité présidentielle) (ENS), Union de la gauche (UG) et Union de l'extrême-droite (UXD) étant attribuables aux candidats bénéficiant respectivement du soutien de deux partis du centre, de deux partis de gauche ou de deux partis d'extrême-droite,.
Tous les autres partis se voient attribuer l'une ou l'autre des nuances suivantes : EXG (extrême gauche), DVG (divers gauche), ECO (écologiste), REG (régionaliste), DVC (divers centre), DVD (divers droite), DSV (droite souverainiste) et EXD (extrême droite). Des partis comme Debout la France ou Lutte ouvrière ne disposent ainsi pas de nuances propres, et leurs résultats nationaux ne sont pas publiés séparément par le ministère, car mélangés avec d'autres partis (respectivement dans les nuances DSV et EXG).

## Résultats

### Élus
| Circonscription | Député sortant         | Parti | Parti | Groupe | Député élu ou réélu    | Parti | Parti | Groupe  |
| --------------- | ---------------------- | ----- | ----- | ------ | ---------------------- | ----- | ----- | ------- |
| 1re             | Véronique Riotton      |       | RE    | RE     | Véronique Riotton      |       | RE    | EPR     |
| 2e              | Antoine Armand         |       | RE    | RE     | Antoine Armand         |       | RE    | EPR     |
| 3e              | Christelle Petex-Levet |       | LR    | LR     | Christelle Petex-Levet |       | LR    | DR      |
| 4e              | Virginie Duby-Muller   |       | LR    | LR     | Virginie Duby-Muller   |       | LR    | app. DR |
| 5e              | Anne-Cécile Violland   |       | HOR   | HOR    | Anne-Cécile Violland   |       | HOR   | HOR     |
| 6e              | Xavier Roseren         |       | RE    | RE     | Xavier Roseren         |       | RE    | EPR     |

#### Résultats par coalition
| Parti et coalition                          | Parti et coalition                                       | Parti et coalition                                       | Premier tour | Premier tour | Premier tour | Second tour   | Second tour   | Second tour | Total Sièges  | +/-           |  |
| Parti et coalition                          | Parti et coalition                                       | Parti et coalition                                       | Voix         | %            | Sièges       | Voix          | %             | Sièges      | Total Sièges  | +/-           |  |
| ------------------------------------------- | -------------------------------------------------------- | -------------------------------------------------------- | ------------ | ------------ | ------------ | ------------- | ------------- | ----------- | ------------- | ------------- |  |
|                                             |                                                          | Républicains à droite (RÀD)                              | 65 643       | 16,86        | 0            | 73 709        | 19,40         | 0           | 0             | Nv            |  |
|                                             | Rassemblement national (RN)                              | 61 242                                                   | 15,72        | 0            | 65 665       | 17,28         | 0             | 0           | en stagnation |               |  |
| Total Rassemblement national et alliés (RN) | Total Rassemblement national et alliés (RN)              | 126 885                                                  | 32,58        | 0            | 139 374      | 36,67         | 0             | 0           | en stagnation |               |  |
|                                             |                                                          | La France insoumise (LFI)                                | 32 610       | 8,37         | 0            | Retrait       | Retrait       | Retrait     | 0             | en stagnation |  |
|                                             | Parti socialiste (PS)                                    | 31 316                                                   | 8,04         | 0            | Retrait      | Retrait       | Retrait       | 0           | Nv            |               |  |
|                                             | Les Écologistes (LÉ)                                     | 19 215                                                   | 4,93         | 0            | Retrait      | Retrait       | Retrait       | 0           | Nv            |               |  |
|                                             | Place publique (PP)                                      | 12 039                                                   | 3,09         | 0            | Retrait      | Retrait       | Retrait       | 0           | Nv            |               |  |
| Total Nouveau Front populaire (NFP)         | Total Nouveau Front populaire (NFP)                      | 95 180                                                   | 24,44        | 0            | Retrait      | Retrait       | Retrait       | 0           | en stagnation |               |  |
|                                             |                                                          | Renaissance (RE)                                         | 70 667       | 18,15        | 0            | 127 855       | 33,64         | 3           | 3             | en stagnation |  |
|                                             | Horizons (HOR)                                           | 21 124                                                   | 5,42         | 0            | 41 609       | 10,95         | 1             | 1           | en stagnation |               |  |
| Total Ensemble pour la République (ENS)     | Total Ensemble pour la République (ENS)                  | 91 791                                                   | 23,57        | 0            | 169 464      | 44,59         | 4             | 4           | en stagnation |               |  |
|                                             |                                                          | Les Républicains (LR)                                    | 60 449       | 15,52        | 0            | 71 190        | 18,73         | 2           | 2             | en stagnation |  |
| Total Union de la droite et du centre (UDC) | Total Union de la droite et du centre (UDC)              | 60 449                                                   | 15,52        | 0            | 71 190       | 18,73         | 2             | 2           | en stagnation |               |  |
|                                             |                                                          | Sabaudia - Mouvement Région Savoie (S-MRS)               | 5 572        | 1,43         | 0            |               |               |             | 0             | en stagnation |  |
| Total Régions et peuples solidaires (R&PS)  | Total Régions et peuples solidaires (R&PS)               | 5 572                                                    | 1,43         | 0            | 0            | en stagnation |               |             |               |               |  |
|                                             | Lutte ouvrière (LO)                                      | Lutte ouvrière (LO)                                      | 3 211        | 0,82         | 0            | 0             | en stagnation |             |               |               |  |
|                                             | Reconquête (REC)                                         | Reconquête (REC)                                         | 2 772        | 0,71         | 0            | 0             | en stagnation |             |               |               |  |
|                                             | Nouvelle Énergie (NÉ)                                    | Nouvelle Énergie (NÉ)                                    | 987          | 0,25         | 0            | 0             | Nv            |             |               |               |  |
|                                             | France libre (FL)                                        | France libre (FL)                                        | 181          | 0,05         | 0            | 0             | Nv            |             |               |               |  |
|                                             | Nouveau Parti anticapitaliste - Révolutionnaires (NPA-R) | Nouveau Parti anticapitaliste - Révolutionnaires (NPA-R) | 139          | 0,04         | 0            | 0             | Nv            |             |               |               |  |
|                                             | Sans étiquette (SE)                                      | Sans étiquette (SE)                                      | 2 265        | 0,58         | 0            | 0             | en stagnation |             |               |               |  |
|                                             |                                                          |                                                          |              |              |              |               |               |             |               |               |  |
| Suffrages exprimés                          | Suffrages exprimés                                       | Suffrages exprimés                                       | 389 432      | 97,79        |              | 380 028       | 95,77         |             |               |               |  |
| Votes blancs                                | Votes blancs                                             | Votes blancs                                             | 6 678        | 1,68         | 13 201       | 3,33          |               |             |               |               |  |
| Votes nuls                                  | Votes nuls                                               | Votes nuls                                               | 2 127        | 0,53         | 3 589        | 0,90          |               |             |               |               |  |
| Total                                       | Total                                                    | Total                                                    | 398 237      | 100          | 0            | 396 818       | 100           | 6           | 6             | en stagnation |  |
| Abstentions                                 | Abstentions                                              | Abstentions                                              | 180 875      | 31,23        |              | 182 395       | 31,49         |             |               |               |  |
| Inscrits/Participation                      | Inscrits/Participation                                   | Inscrits/Participation                                   | 579 112      | 68,77        | 579 213      | 68,51         |               |             |               |               |  |

### Résultats par nuance
| Nuance                 | Nuance                      | Nuance                 | Premier tour | Premier tour | Premier tour | Second tour | Second tour   | Second tour | Total Sièges | +/-           |  |
| Nuance                 | Nuance                      | Nuance                 | Voix         | %            | Sièges       | Voix        | %             | Sièges      | Total Sièges | +/-           |  |
| ---------------------- | --------------------------- | ---------------------- | ------------ | ------------ | ------------ | ----------- | ------------- | ----------- | ------------ | ------------- |  |
|                        | Union de la gauche          | UG                     | 95 180       | 24,44        | 0            | Retrait     | Retrait       | Retrait     | 0            | en stagnation |  |
|                        | Ensemble pour la République | ENS                    | 91 791       | 23,57        | 0            | 169 464     | 44,59         | 4           | 4            | en stagnation |  |
|                        | Union de l'extrême droite   | UXD                    | 65 643       | 16,86        | 0            | 73 709      | 19,40         | 0           | 0            | Nv            |  |
|                        | Rassemblement national      | RN                     | 61 242       | 15,73        | 0            | 65 665      | 17,28         | 0           | 0            | en stagnation |  |
|                        | Les Républicains            | LR                     | 35 923       | 9,22         | 0            | 37 452      | 9,86          | 1           | 1            | 1             |  |
|                        | Divers droite               | DVD                    | 24 526       | 6,30         | 0            | 33 738      | 8,88          | 1           | 1            | 1             |  |
|                        | Régionalistes               | REG                    | 6 559        | 1,68         | 0            |             |               |             | 0            | en stagnation |  |
|                        | Extrême gauche              | EXG                    | 3 350        | 0,86         | 0            | 0           | en stagnation |             |              |               |  |
|                        | Reconquête                  | REC                    | 2 772        | 0,71         | 0            | 0           | en stagnation |             |              |               |  |
|                        | Divers centre               | DVC                    | 2 265        | 0,58         | 0            | 0           | Nv            |             |              |               |  |
|                        | Divers                      | DIV                    | 181          | 0,05         | 0            | 0           | en stagnation |             |              |               |  |
|                        |                             |                        |              |              |              |             |               |             |              |               |  |
| Suffrages exprimés     | Suffrages exprimés          | Suffrages exprimés     | 389 432      | 97,79        |              | 380 028     | 95,77         |             |              |               |  |
| Votes blancs           | Votes blancs                | Votes blancs           | 6 678        | 1,68         | 13 201       | 3,33        |               |             |              |               |  |
| Votes nuls             | Votes nuls                  | Votes nuls             | 2 127        | 0,53         | 3 589        | 0,90        |               |             |              |               |  |
| Total                  | Total                       | Total                  | 398 237      | 100          | 0            | 396 818     | 100           | 6           | 6            | en stagnation |  |
| Abstentions            | Abstentions                 | Abstentions            | 180 875      | 31,23        |              | 182 395     | 31,49         |             |              |               |  |
| Inscrits/Participation | Inscrits/Participation      | Inscrits/Participation | 579 112      | 68,77        | 579 213      | 68,51       |               |             |              |               |  |

### Résultats par circonscription

#### Première circonscription
- Députée sortante : Véronique Riotton (Renaissance)

| Candidat                 | Candidat                 | Parti et coalition       | Nuances                  | Premier tour | Premier tour | Second tour | Second tour |
| Candidat                 | Candidat                 | Parti et coalition       | Nuances                  | Voix         | %            | Voix        | %           |
| ------------------------ | ------------------------ | ------------------------ | ------------------------ | ------------ | ------------ | ----------- | ----------- |
|                          | Véronique Riotton        | RE (ENS)                 | ENS                      | 28 079       | 35,64        | 49 164      | 64,23       |
|                          | Guillaume Roit-Levêque   | RN                       | RN                       | 24 500       | 31,09        | 27 383      | 35,77       |
|                          | Anne-Valérie Duval       | LFI (NFP)                | UG                       | 17 980       | 22,82        | Retrait     | Retrait     |
|                          | Florian Thabuis          | LR (UDC)                 | LR                       | 6 527        | 8,28         |             |             |
|                          | Claudine Molin           | REC                      | REC                      | 937          | 1,19         |             |             |
|                          | Jacques Mattei           | LO                       | EXG                      | 675          | 0,86         |             |             |
|                          | Stéphane Espic           | FL                       | DIV                      | 98           | 0,12         |             |             |
|                          |                          |                          |                          |              |              |             |             |
| Votes valides            | Votes valides            | Votes valides            | Votes valides            | 78 796       | 97,41        | 76 547      | 95,28       |
| Votes blancs             | Votes blancs             | Votes blancs             | Votes blancs             | 1 570        | 1,94         | 2 962       | 3,69        |
| Votes nuls               | Votes nuls               | Votes nuls               | Votes nuls               | 529          | 0,65         | 832         | 1,04        |
| Total                    | Total                    | Total                    | Total                    | 80 895       | 100          | 80 341      | 100         |
| Abstention               | Abstention               | Abstention               | Abstention               | 29 789       | 26,91        | 30 384      | 27,44       |
| Inscrits / participation | Inscrits / participation | Inscrits / participation | Inscrits / participation | 110 684      | 73,09        | 110 725     | 72,56       |

#### Deuxième circonscription
- Député sortant : Antoine Armand (Renaissance)

| Candidat                 | Candidat                 | Parti et coalition       | Nuances                  | Premier tour | Premier tour | Second tour | Second tour |
| Candidat                 | Candidat                 | Parti et coalition       | Nuances                  | Voix         | %            | Voix        | %           |
| ------------------------ | ------------------------ | ------------------------ | ------------------------ | ------------ | ------------ | ----------- | ----------- |
|                          | Antoine Armand           | RE (ENS)                 | ENS                      | 23 783       | 33,27        | 47 182      | 68,83       |
|                          | Anis Bouvard             | RN                       | RN                       | 20 583       | 28,80        | 21 371      | 31,17       |
|                          | Guillaume Tatu           | LÉ (NFP)                 | UG                       | 19 215       | 26,88        | Retrait     | Retrait     |
|                          | Alexandre Richefort      | LR (UDC)                 | LR                       | 5 396        | 7,55         |             |             |
|                          | Jérémy Langlade-Nouchy   | S-MRS (R&PS)             | REG                      | 1 077        | 1,51         |             |             |
|                          | Pascale Vincent          | REC                      | REC                      | 872          | 1,22         |             |             |
|                          | Naci Yildirim            | LO                       | EXG                      | 411          | 0,58         |             |             |
|                          | Geoffrey Cornet          | NPA-R                    | EXG                      | 139          | 0,19         |             |             |
|                          |                          |                          |                          |              |              |             |             |
| Votes valides            | Votes valides            | Votes valides            | Votes valides            | 71 476       | 97,84        | 68 553      | 94,99       |
| Votes blancs             | Votes blancs             | Votes blancs             | Votes blancs             | 1 219        | 1,67         | 2 839       | 3,93        |
| Votes nuls               | Votes nuls               | Votes nuls               | Votes nuls               | 362          | 0,50         | 774         | 1,07        |
| Total                    | Total                    | Total                    | Total                    | 73 057       | 100          | 72 166      | 100         |
| Abstention               | Abstention               | Abstention               | Abstention               | 28 636       | 28,16        | 29 547      | 29,05       |
| Inscrits / participation | Inscrits / participation | Inscrits / participation | Inscrits / participation | 101 693      | 71,84        | 101 713     | 70,95       |

#### Troisième circonscription
- Députée sortante : Christelle Petex (Les Républicains)

| Candidat                 | Candidat                 | Parti et coalition       | Nuances                  | Premier tour | Premier tour | Second tour | Second tour |
| Candidat                 | Candidat                 | Parti et coalition       | Nuances                  | Voix         | %            | Voix        | %           |
| ------------------------ | ------------------------ | ------------------------ | ------------------------ | ------------ | ------------ | ----------- | ----------- |
|                          | Antoine Valentin         | RÀD (RN)                 | UXD                      | 24 182       | 39,68        | 26 309      | 43,81       |
|                          | Christelle Petex         | LR (UDC)                 | DVD                      | 19 726       | 32,37        | 33 738      | 56,19       |
|                          | Gérard Vez               | LFI (NFP)                | UG                       | 14 630       | 24,01        | Retrait     | Retrait     |
|                          | Véronique Bouvier        | S-MRS (R&PS)             | REG                      | 1 742        | 2,86         |             |             |
|                          | Jocelyne Legouhy         | LO                       | EXG                      | 656          | 1,08         |             |             |
|                          |                          |                          |                          |              |              |             |             |
| Votes valides            | Votes valides            | Votes valides            | Votes valides            | 60 936       | 97,62        | 60 047      | 96,26       |
| Votes blancs             | Votes blancs             | Votes blancs             | Votes blancs             | 1 157        | 1,85         | 1 862       | 2,98        |
| Votes nuls               | Votes nuls               | Votes nuls               | Votes nuls               | 326          | 0,52         | 474         | 0,76        |
| Total                    | Total                    | Total                    | Total                    | 62 419       | 100          | 62 383      | 100         |
| Abstention               | Abstention               | Abstention               | Abstention               | 27 529       | 30,61        | 27 596      | 30,67       |
| Inscrits / participation | Inscrits / participation | Inscrits / participation | Inscrits / participation | 89 948       | 69,39        | 89 979      | 69,33       |

#### Quatrième circonscription
- Députée sortante : Virginie Duby-Muller (Les Républicains)

| Candidat                 | Candidat                 | Parti et coalition       | Nuances                  | Premier tour | Premier tour | Second tour | Second tour |
| Candidat                 | Candidat                 | Parti et coalition       | Nuances                  | Voix         | %            | Voix        | %           |
| ------------------------ | ------------------------ | ------------------------ | ------------------------ | ------------ | ------------ | ----------- | ----------- |
|                          | Virginie Duby-Muller     | LR (UDC)                 | LR                       | 20 865       | 37,25        | 37 452      | 68,89       |
|                          | Magalie Luho             | RN                       | RN                       | 16 159       | 28,85        | 16 911      | 31,11       |
|                          | Dominique Lachenal       | PS (NFP)                 | UG                       | 15 331       | 27,37        | Retrait     | Retrait     |
|                          | Alexandre Gianesello     | SE                       | DVC                      | 2 265        | 4,04         |             |             |
|                          | Barbara Lemmo Gaud       | S-MRS (R&PS)             | REG                      | 945          | 1,69         |             |             |
|                          | Cécile Roche             | LO                       | EXG                      | 371          | 0,66         |             |             |
|                          | Jean-Marc Lorenzo        | FL                       | DIV                      | 83           | 0,15         |             |             |
|                          |                          |                          |                          |              |              |             |             |
| Votes valides            | Votes valides            | Votes valides            | Votes valides            | 56 019       | 98,51        | 54 363      | 96,86       |
| Votes blancs             | Votes blancs             | Votes blancs             | Votes blancs             | 639          | 1,12         | 1 430       | 2,55        |
| Votes nuls               | Votes nuls               | Votes nuls               | Votes nuls               | 211          | 0,37         | 333         | 0,59        |
| Total                    | Total                    | Total                    | Total                    | 56 869       | 100          | 56 126      | 100         |
| Abstention               | Abstention               | Abstention               | Abstention               | 34 056       | 37,46        | 34 776      | 38,26       |
| Inscrits / participation | Inscrits / participation | Inscrits / participation | Inscrits / participation | 90 925       | 62,54        | 90 902      | 61,74       |

#### Cinquième circonscription
- Députée sortante : Anne-Cécile Violland (Horizons)

| Candidat                 | Candidat                 | Parti et coalition       | Nuances                  | Premier tour | Premier tour | Second tour | Second tour |
| Candidat                 | Candidat                 | Parti et coalition       | Nuances                  | Voix         | %            | Voix        | %           |
| ------------------------ | ------------------------ | ------------------------ | ------------------------ | ------------ | ------------ | ----------- | ----------- |
|                          | Quentin Taïeb            | RÀD (RN)                 | UXD                      | 21 822       | 32,10        | 25 359      | 37,87       |
|                          | Anne-Cécile Violland     | HOR (ENS)                | ENS                      | 21 124       | 31,08        | 41 609      | 62,13       |
|                          | Jean-Baptiste Baud       | PS (NFP)                 | UG                       | 15 985       | 23,52        | Retrait     | Retrait     |
|                          | Chrystelle Beurrier      | LR (UDC)                 | DVD                      | 4 800        | 7,06         |             |             |
|                          | Daniel Magnin            | S-MRS (R&PS)             | REG                      | 1 808        | 2,66         |             |             |
|                          | Nicolas Bal              | NÉ                       | REG                      | 987          | 1,45         |             |             |
|                          | Sacha Poidevin           | REC                      | REC                      | 963          | 1,42         |             |             |
|                          | Michelle Bally           | LO                       | EXG                      | 484          | 0,71         |             |             |
|                          |                          |                          |                          |              |              |             |             |
| Votes valides            | Votes valides            | Votes valides            | Votes valides            | 67 973       | 97,70        | 66 968      | 95,81       |
| Votes blancs             | Votes blancs             | Votes blancs             | Votes blancs             | 1 187        | 1,71         | 2 224       | 3,18        |
| Votes nuls               | Votes nuls               | Votes nuls               | Votes nuls               | 412          | 0,59         | 704         | 1,01        |
| Total                    | Total                    | Total                    | Total                    | 69 572       | 100          | 69 896      | 100         |
| Abstention               | Abstention               | Abstention               | Abstention               | 34 132       | 32,91        | 33 829      | 32,61       |
| Inscrits / participation | Inscrits / participation | Inscrits / participation | Inscrits / participation | 103 704      | 67,09        | 103 725     | 67,39       |

#### Sixième circonscription
- Député sortant : Xavier Roseren (Renaissance)

| Candidat                 | Candidat                 | Parti et coalition       | Nuances                  | Premier tour | Premier tour | Second tour | Second tour |
| Candidat                 | Candidat                 | Parti et coalition       | Nuances                  | Voix         | %            | Voix        | %           |
| ------------------------ | ------------------------ | ------------------------ | ------------------------ | ------------ | ------------ | ----------- | ----------- |
|                          | Charles Prats            | RÀD (RN)                 | UXD                      | 19 639       | 36,21        | 22 041      | 41,16       |
|                          | Xavier Roseren           | RE (ENS)                 | ENS                      | 18 805       | 34,68        | 31 509      | 58,84       |
|                          | Alain Roubian            | PP (NFP)                 | UG                       | 12 039       | 22,20        | Retrait     | Retrait     |
|                          | Cyrille du Peloux        | LR (UDC)                 | LR                       | 3 135        | 5,78         |             |             |
|                          | Alexandre Demeure        | LO                       | EXG                      | 614          | 1,13         |             |             |
|                          |                          |                          |                          |              |              |             |             |
| Votes valides            | Votes valides            | Votes valides            | Votes valides            | 54 232       | 97,85        | 53 550      | 95,79       |
| Votes blancs             | Votes blancs             | Votes blancs             | Votes blancs             | 906          | 1,63         | 1 884       | 3,37        |
| Votes nuls               | Votes nuls               | Votes nuls               | Votes nuls               | 287          | 0,52         | 472         | 0,84        |
| Total                    | Total                    | Total                    | Total                    | 55 425       | 100          | 55 906      | 100         |
| Abstention               | Abstention               | Abstention               | Abstention               | 26 733       | 32,54        | 26 263      | 31,96       |
| Inscrits / participation | Inscrits / participation | Inscrits / participation | Inscrits / participation | 82 158       | 67,46        | 82 169      | 68,04       |